# سن-سیریل-دو-لاسار، کبک
سَن-سیریل-دو-لاسار (به فرانسوی: Saint-Cyrille-de-Lessard) قصبه‌ای در منطقه شهری لیزله ناحیه شودییر-آپالاش در استان کبک کانادا است. در سرشماری سال ۲۰۱۱ این قصبه ۷۶۰ نفر جمعیت داشته‌است و مساحت آن ۲۲۸٫۹۵ کیلومتر مربع است.